# Casa da Cultura Nair Mendes Moreira
A Casa da Cultura Nair Mendes Moreira, tradicionalmente conhecida como Casa do Registro, é uma edificação construída no município brasileiro de Contagem, no estado de Minas Gerais, no século XVIII. É considerada uma das mais antigas edificações da cidade e referencial simbólico da época agropastoril. A tradição oral associa o local ao "Registro" da Coroa Portuguesa, instalado para contar as mercadorias e fiscalizar o pagamento de tributos a Portugal, no início do século XVIII. O casarão foi residência da família Belém até o ano de 1990. Foi restaurado e aberto à população em 29 de agosto de 1991, passando a abrigar a Casa da Cultura "Nair Mendes Moreira".

Nair Mendes Moreira foi quem fez a letra do hino da cidade de Contagem.